# Gmina Rakoniewice
Die Gmina Rakoniewice ist eine Stadt-und-Land-Gemeinde im Powiat Grodziski der Woiwodschaft Großpolen in Polen. Ihr Sitz ist die gleichnamige Stadt (deutsch Rakwitz) mit etwa 3600 Einwohnern.

## Geographie

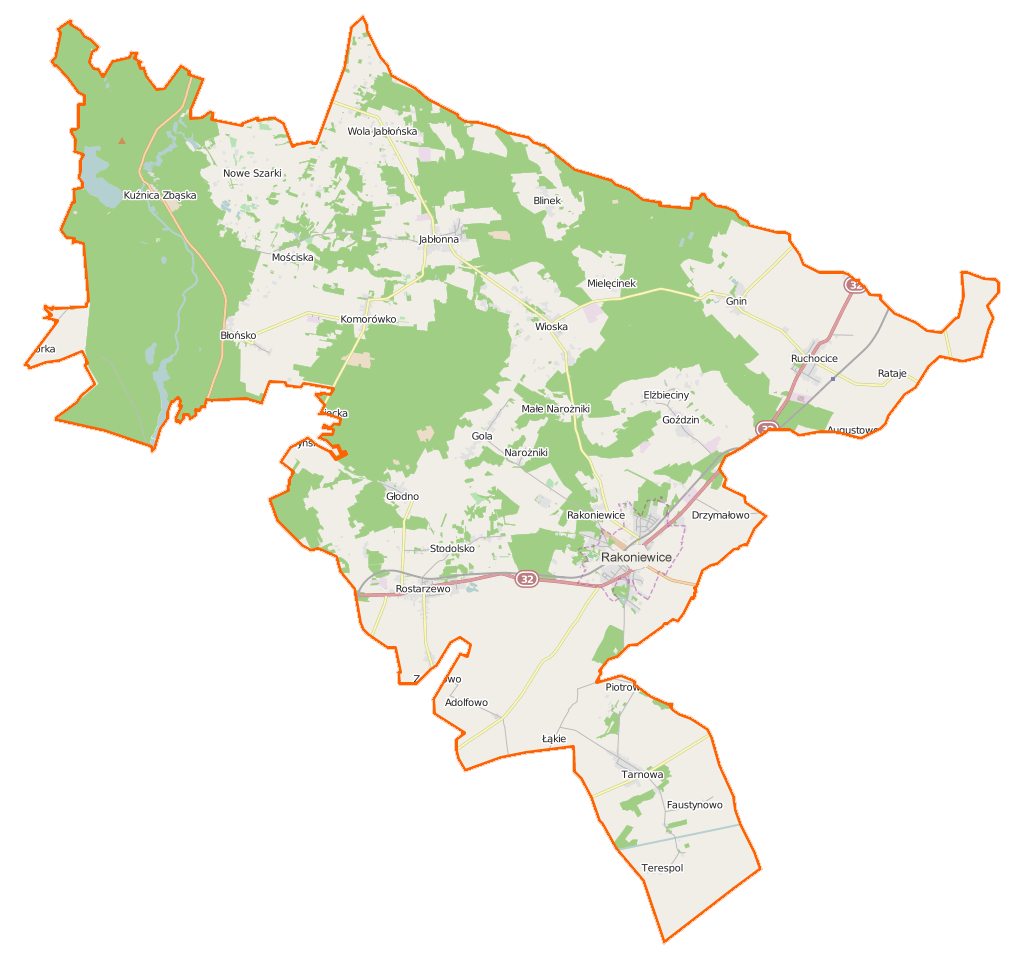
Karte der Gemeinde

Die Gemeinde liegt im Westen der Woiwodschaft, die Grenze zur Woiwodschaft Lebus ist 12–15 Kilometer entfernt. Die Woiwodschafts-Hauptstadt Posen liegt etwa 40 Kilometer nordöstlich, Leszno (Lissa) etwa 30 Kilometer südöstlich und die Kreisstadt Grodzisk Wielkopolski (Grätz) zwei Kilometer nördlich. Nachbargemeinden sind die Gemeinden Nowy Tomyśl und Grodzisk Wielkopolski im Norden, Kamieniec und Wielichowo im Osten, Przemęt im Süden sowie Wolsztyn und Siedlec im Westen.
Im Westen des Gemeindegebiets durchzieht die 42 Kilometer lange Dojca mehrere kleine Seen.
Die Gemeinde hat eine Fläche von 201 km², von der 52 Prozent land- und 41 Prozent forstwirtschaftlich genutzt werden.

## Geschichte
Das heutige Gemeindegebiet gehörte, unterbrochen durch die deutsche Besatzungszeit im Zweiten Weltkrieg – Rakoniewice erhielt 1943 den Namen Wiesenstadt, von 1919 bis 1975 zum Powiat Wolsztyński der Woiwodschaft Posen mit unterschiedlichem Zuschnitt. – Die deutsche Minderheit wurde nach dem Weltkrieg vertrieben.
Die Landgemeinde Rakoniewice wurde 1954 aufgelöst und wiederholt in verschiedene Gromadas umgewandelt. Sie wurde zum 1. Januar 1973 wiederhergestellt. Von 1975 bis 1998 gehörte das Gemeindegebiet zur stark verkleinerten Woiwodschaft Posen. Der Powiat wurde in dieser Zeit aufgelöst. Stadt- und Landgemeinde Rakoniewice wurden 1990/1991 zur Stadt-und-Land-Gemeinde zusammengelegt. Diese gehört seit 1999 zur Woiwodschaft Großpolen und zum Powiat Grodziski.

## Gliederung
Zur Stadt-und-Land-Gemeinde (gmina miejsko-wiejska) Rakoniewice mit 13.191 Einwohnern (Stand 31. Dezember 2020) gehören die Stadt selbst und 25 Dörfer (deutsche Namen bis 1945) mit Schulzenämtern (sołectwa):
- Adolfowo (Adolfowo, 1939–1945 Adolfsruh)[5]
- Blinek (Blenke)[7]
- Błońsko (Blumsche Holland)[7]
- Cegielsko (Ciegelner Holland)[7]
- Drzymałowo (bis 1939 Podgradowice; Pogradowitz, 1871–1919/1939 Kaisertreu, 1940–1945 Volkstreu)
- Elżbieciny (Elzbieciny, 1939–1945 Elisabethhof)[6]
- Głodno (Glodno, Gloden Holland,[7] 1939–1945 Gloden)[6]
- Gnin (Gnin, 1939–1945 Gotthardswalde)[5]
- Gola (Gola, Goyla Holland,[7] 1939–1943 Goile, 1943–1945 Obersanden)[6]
- Goździn (Guzdzin Holland)[7]
- Jabłonna (Jablonna)[7]
- Komorówko
- Kuźnica Zbąska
- Łąkie
- Łąkie Nowe
- Narożniki (Naroschnik, 1939–1945 Eckenwalde)[5]
- Rakoniewice wieś (Dorf Rakwitz)[7]
- Rataje (Rataje, 1939–1943 Rattai, 1943–1945 Treudorf)[6]
- Rostarzewo (Rostarschewo,  auch Rothenburg, 1939–1943 Rothenburg a/Obra, 1943–1945 Rothenburg a. d. Obra)[6][8]
- Ruchocice (Ruchocice, Rokatz,[7] 1939–1945 Feldkirch (Kr. Wollstein))[6]
- Stodolsko (Stodolsko, Stodolsker Holland,[7] 1939–1945 Friedheim)[6]
- Tarnowa (Tarnowa, 1939 Tarnowo, 1939–1945 Kampfheide)[6]
- Terespol (Terespol, 1939–1945 Theresienau)[6]
- Wioska (Wioska, 1939–1945 Schlieffenwalde)[5]
- Wola Jabłońska

Kleinere Ortschaften der Gemeinde sind Faustynowo sowie die Weiler Aleksandrowo, Głodno, Jelonek, Józefin, Krzewina, Rakoniewice, Ruchocice und Zamieście.

## Verkehr
Die Landesstraße DK32 führt in West-Ost-Richtung vom deutsch-polnischen Grenzübergang Klein Gastrose−Sękowice über Zielona Góra (Landsberg an der Warthe) nach Rakoniewice und Grodzisk Wielkopolski (Grätz) bis nach Stęszew (Stenschewo) südöstlich von Posen. Die Woiwodschaftsstraße DW312 führt von Rakoniewice im Nordwesten über Wielichowo nach Czacz (Schatz) im Südosten, wo sie die Landesstraße DK5 erreicht. Die  DW305 führt von Nowy Tomyśl (Neutomischel) im Norden durch den Westen der Gemeinde über Wolsztyn (Wollstein) und Wschowa (Fraustadt) in die Woiwodschaft Niederschlesien im Süden.
Der nächste internationale Flughafen ist Poznań-Ławica.

## Persönlichkeiten
- Michał Drzymała (1857–1937), polnischer Bauer, bekannt durch seinen Kampf (1905–1909) gegen die preußische Obrigkeit im Dorf Kaisertreu. Zwei Jahre nach seinem Tod wurde Pogradowice in Drzymałowo umbenannt. In Rakoniewice wird ein Nachbau seines Zirkuswagens ausgestellt.